# شارون ستاودر
شارون ستاودر (Sharon Stouder) هي لاعبة أولمبية لرياضة السباحة من الولايات المتحدة. شاركت في الأولمبياد الصيفي في 1964، وفازت بما مجموعه 4 ميداليات.

## الميداليات
| ذهب | فضة | برونز | المجموع |
| 3   | 1   | 0     | 4       |

## روابط خارجية
- شارون ستاودر على موقع الاتحاد الدولي للسباحة (الإنجليزية)
- شارون ستاودر على موقع قاعة مشاهير السباحة العالمية (الإنجليزية)
- شارون ستاودر على موقع أوليمبيديا (الإنجليزية)